# Willibald Moser
Willibald Moser (* 20. Juni 1934 in Rothenstadt; † 22. Mai 2011) war ein deutscher Politiker (SPD).

## Leben
Moser besuchte die Volksschule und das Gymnasium in Weiden in der Oberpfalz. Nach seinem Abitur studierte er Germanistik, Anglistik und Geschichte an der Universität München sowie an der Universität Erlangen. Er absolvierte das 1. und 2. Staatsexamen für das Lehramt und wurde als Realschullehrer tätig. Nachdem Moser ab 1963 an verschiedenen Schulen in Bayern eingesetzt worden war, wurde er 1966 für vier Jahre Lehrer für Deutsch und Englisch an der Staatlichen Realschule in Neustadt an der Waldnaab. Nebenamtlich gab er Unterricht an der Berufsaufbauschule und beim Telekolleg. Es erfolgte seine Beförderung zum Studienrat. 1972 wurde er Ehrenbezirksvorsitzender des Bayerischen Realschullehrerverbands. 
Moser war vom 22. November 1970 bis zum 13. Oktober 1994 für den Wahlkreis Oberpfalz Abgeordneter im bayerischen Landtag. Des Weiteren gehörte er von 1972 bis 1996 dem Weidener Stadtrat an, nachdem er 1972 in selbigen nachgerückt war. Zwischen 1985 und 1990 hatte er dort den Vorsitz in der Stadtratsfraktion seiner Partei inne. Im Jahr 1976 wurde er Mitglied im Aufsichtsrat bei der Städtischen Gemeinnützigen Wohnungsbaugesellschaft Weiden.
Er wurde unter anderem mit dem Bundesverdienstkreuz am Bande und dem bayerischen Verdienstorden ausgezeichnet. Des Weiteren erhielt er die Ehrenmitgliedschaft der SPD.
Er war Mitglied der katholischen Studentenverbindung K.D.St.V. Langobardia (München) Bayreuth.